# Quinta de las Rosas
La Quinta de las Rosas, denominado también como casa y parque de La Quinta Las Rosas, es un inmueble de inspiración victoriano, ubicado en la comuna chilena de Maipú, específicamente en la intersección de camino La Farfana con avenida Pajaritos, de la región Metropolitana de Santiago. Representa un importante hito patrimonial para el área poniente de la capital chilena.
En el presente está en casi completo abandono y notable deterioro, siendo sus propietarios la Fundación Las Rosas de Ayuda Fraterna.

## Historia

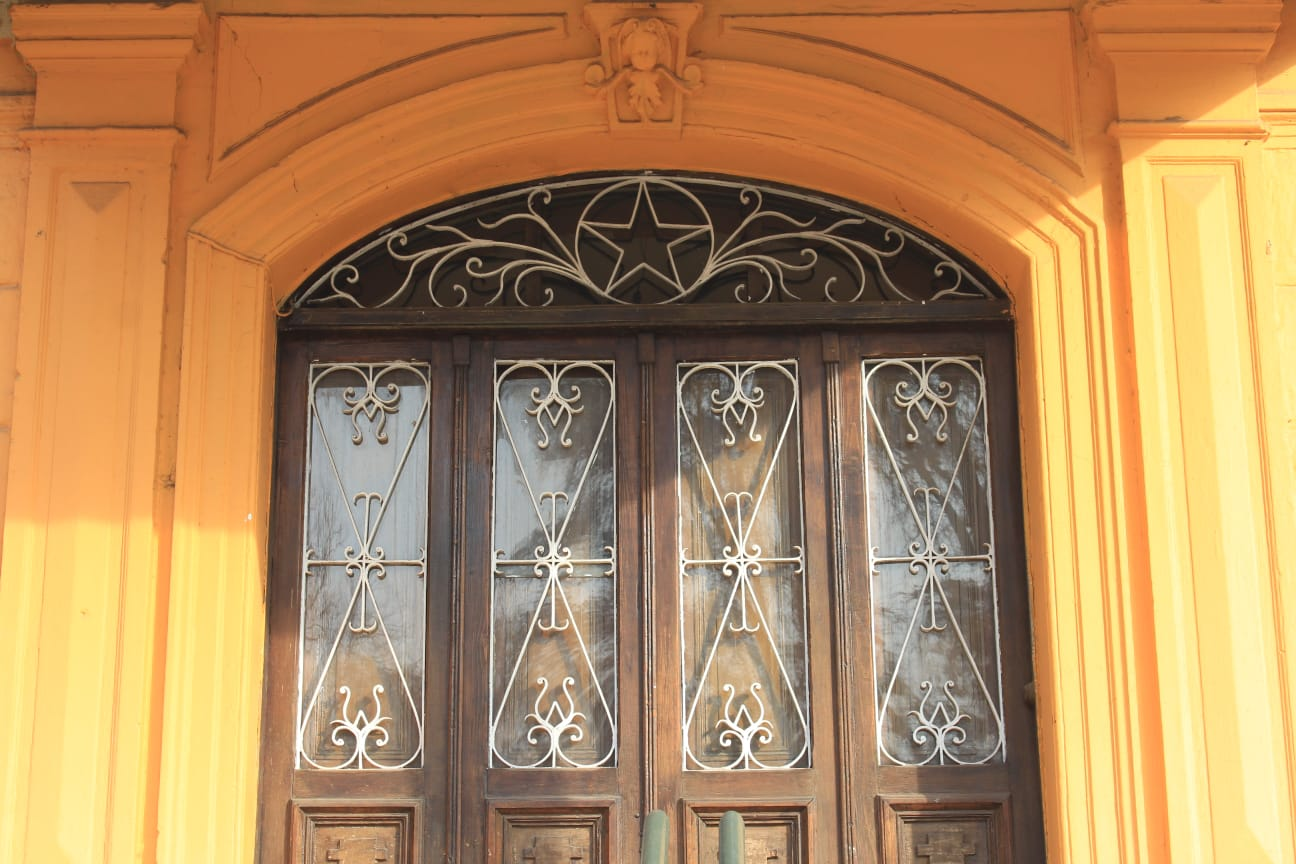
Puertas de la entrada principal del inmueble.

El origen del inmueble se remonta a inicios del siglo XVIII, donde en el terreno se encontraba el fundo "Loma Blanca", propiedad de la familia Llona, en particular del agricultor, empresario y político de ascendencia española Agustín Llona Albizú, quien fuera el primer alcalde de la Municipalidad de Maipú entre 1891 y 1896 —y llegara con su familia desde Perú—, quienes eran propietarios de grandes extensiones de tierra en la zona (de Maipú). En 1885, el predio fue adquirido por el abogado y político Germán Riesco, quien más adelante, entre 1901-1906, actuó como presidente de la República;
Éste encargó su construcción en la década de 1890 al ingeniero chileno José Luis Coo, con el objetivo de convertirla en su casa de descanso; se trata de un volumen compacto, de estilo victoriano, y presenta dos plantas, que en la época fueron sumamente elegantes —acoplados de muchos bienes como alfombras, lámparas, sillones—, antecedidas por una fachada de composición simétrica en la que destacan dos altos bow windows cafés que cubren el pórtico de entrada principal compuesta por una escalera color arena con el que se accede a una doble puerta vidriada de estilo art nouveau, también café. Una característica que hace especial a esta obra es el ascensor (moderno para la época) instalado en la esquina sur-poniente de la construcción, semejante, aunque más simple, al que se encuentra en el Palacio Cousiño, en la comuna de Santiago, así como también el color damasco de sus paredes, que destaca en comparación con otras obras similares (usualmente blancas o cafés) y las largas tablas de madera que conforman su suelo. También, aún se conserva un piano negro en la sala de estar principal, un ropero, algunos elementos del baño y la cocina, y cuenta con una chimenea de mármol. El segundo piso cuenta con un balcón por el frente y el suelo de la parte trasera del inmueble, donde se ubica la terraza, está compuesto de cerámica.
Por otra parte, el perímetro del predio está cercado con rejas de hierro negras de art nouveau, con puntas, en conjunto con muros de hormigón, los cuales originalmente fueron pintados de color blanco; en la actualidad son azules y están vandalizados con diversos grafitis. Asimismo, la parte interior de dicho cercado, estaba tapada con varios arbustos, los que posteriormente fueron talados por los propietarios, que hacían imposible visualizar el inmueble desde afuera. Por la parte lateral izquierda del inmueble, se ubica un camino de cemento con dirección a un portón del mismo material que las rejas y que colinda con el zanjón de la Aguada, el cual era utilizado para el ingreso de vehículos al predio; los muros de ese sector están cubiertos por enredaderas.
La obra en general, se encuentra emplazada en un parque de una hectárea de extensión. Fue diseñado por el paisajista George Dubois, autor de, entre otras obras, el Parque Forestal y su laguna. Dentro de las especies arbóreas que fueron plantadas en sus jardines destacan encinas, palmas chilenas, araucarias, plátanos orientales, alcornoques y olmos.
El 27 de julio de 1994, mediante el decreto supremo n.° 325 y durante el gobierno del presidente Patricio Aylwin, la casa y jardines fueron declarados Monumento Histórico, en consideración de su valor arquitectónico y de lo representativo que resultaba su arquitectura y paisajismo en tanto vestigio de los modos de vida de las familias acaudaladas de fines del siglo XIX. Posteriormente, el 18 de abril de 2005, bajo la administración del presidente Ricardo Lagos, un nuevo decreto incluyó la totalidad del predio de 5.44 hectáreas, en cuyo interior se comprenden la casa, el parque y una considerable porción de terreno destinada exclusivamente al uso agrícola.
Previo a esa nueva regulación, el terreno protegido tenía una superficie de 39.350 metros cuadrados, dividido entre la ama de casa María Teresa Walter Riesco, heredera del exmandatario, y la Fundación Las Rosas de Ayuda Fraterna, continuando en la actualidad en propiedad de esta última, estando su administración a cargo del empresario de la zona Pedro Acevedo, propietario del Espacio Don Oscar (entidad con la cual posee varias discotecas y canchas de fútbol), por medio de la figura legal de Fundación Don Oscar.
Por los diferentes fenómenos naturales que han azotado al país, entre ellos terremotos y olas de calor, el inmueble ha sido bastante afectado físicamente, por lo tanto, en la actualidad no se encuentra disponible al público. De todas maneras, en 2019, se abrió una oportunidad para que se pudiese recorrer, en el marco del «Día del Patrimonio Cultural».
El 5 de agosto de 2023, estaba previsto realizar en el lugar una gran fiesta, por parte de la productora de fiestas de música electrónica, Technolab (previo permiso de la Fundación Don Oscar), la cual fue prohibida por el Consejo de Monumentos Nacionales (CMN), haciendo uso de la ley n.° 17.288, que protege a los Monumentos Nacionales, por «constituir un peligro para el monumento y las personas asistentes».

## Mito
Existe un mito el cual señala que al interior de la vivienda se encuentra un pasadizo secreto subterráneo (fabricado de ladrillo) con dirección al Cerro Errázuriz (actual Cerro Primo de Rivera), conocido informalmente como Cerro 15, ubicado al frente de la misma; la realidad es que existen tales túneles, pero su objetivo era facilitar una huida de Riesco en caso de que ingresaran al recinto para robar o atacarlo políticamente (en la actualidad dichos pasadizos están tapados por seguridad). Asimismo, en el jardín del predio se menciona la presencia de siluetas o sombras que corresponden a soldados que combatieron en el ejército Realista durante la batalla de Maipú, y que fallecieron en las inmediaciones del lugar.